# Lukáš Urminský
Lukáš Urminský (sinh 23 tháng 7 năm 1992) là một thủ môn bóng đá Slovakia thi đấu cho MFK Ružomberok.

## Sự nghiệp câu lạc bộ

### Spartak Myjava
Anh ra mắt chuyên nghiệp cho Spartak Myjava trước FK Senica ngày 16 tháng 5 năm 2015.